# Luge nos Jogos Olímpicos de Inverno de 2010 - Individual masculino
As competições do individual masculino do luge nos Jogos Olímpicos de Inverno de 2010 foram disputadas no Whistler Sliding Centre em Whistler, Colúmbia Britânica, entre 13 e 14 de fevereiro.

## Medalhistas
| Ouro   | GER Felix Loch     |
| Prata  | GER David Möller   |
| Bronze | ITA Armin Zöggeler |

## Morte de Nodar Kumaritashvili
O Whistler Sliding Centre, que registou algumas das mais altas velocidades do luge, foi palco de vários acidentes em sessões de treino antes da abertura dos Jogos.
Na sessão de treino de 12 de Fevereiro, o piloto georgiano Nodar Kumaritashvili morreu devido a ferimentos causados por um choque violento na parte final da pista, quando seguia a 144,3 km/h. O trenó do atleta subiu o lado da pista e enviou-o contra um pilar de suporte, de aço. O atleta foi levado ao hospital do centro, tendo falecido horas depois.
A Federação Internacional de Luge convocou de imediato uma reunião de emergência após o acidente, e todos os treinos foram cancelados. À noite, durante a cerimônia de abertura dos Jogos, a delegação da Geórgia desfilou de luto sob aplausos do público presente.

## Resultados
As duas primeiras corridas ocorreram em 13 de fevereiro, às 17h e 19h (UTC-8). No dia 14 ocorreram as duas corridas finais, às 13h e às 15h.
| Pos.              | BIB | Atleta                 | 1ª descida | 1ª descida | 2ª descida | 2ª descida | 3ª descida | 3ª descida | 4ª descida | 4ª descida | Tempo total | Dif.    |
| Pos.              | BIB | Atleta                 | ST         | TT         | ST         | TT         | ST         | TT         | ST         | TT         | Tempo total | Dif.    |
| ----------------- | --- | ---------------------- | ---------- | ---------- | ---------- | ---------- | ---------- | ---------- | ---------- | ---------- | ----------- | ------- |
| Medalha de ouro   | 3   | GER Felix Loch         | 7.016      | 48.168     | 7.060      | 48.402     | 6.983      | 48.344     | 7.000      | 48.171     | 3:13.085    | 0.000   |
| Medalha de prata  | 6   | GER David Möller       | 7.043      | 48.341     | 7.055      | 48.511     | 7.016      | 48.582     | 6.999      | 48.330     | 3:13.764    | +0.679  |
| Medalha de bronze | 8   | ITA Armin Zöggeler     | 7.099      | 48.473     | 7.092      | 48.529     | 7.078      | 48.914     | 7.079      | 48.459     | 3:14.375    | +1.290  |
| 4                 | 10  | RUS Albert Demtschenko | 7.178      | 48.590     | 7.144      | 48.579     | 7.098      | 48.769     | 7.085      | 48.467     | 3:14.405    | +1.320  |
| 5                 | 12  | GER Andi Langenhan     | 7.062      | 48.629     | 7.027      | 48.658     | 6.995      | 48.869     | 6.985      | 48.473     | 3:14.629    | +1.544  |
| 6                 | 7   | AUT Daniel Pfister     | 7.111      | 48.583     | 7.118      | 48.707     | 7.087      | 48.883     | 7.076      | 48.553     | 3:14.726    | +1.641  |
| 7                 | 17  | CAN Samuel Edney       | 7.171      | 48.754     | 7.088      | 48.793     | 7.047      | 48.920     | 7.031      | 48.373     | 3:14.840    | +1.755  |
| 8                 | 5   | USA Tony Benshoof      | 7.143      | 48.657     | 7.146      | 48.747     | 7.107      | 49.010     | 7.031      | 48.714     | 3:15.128    | +2.043  |
| 9                 | 9   | AUT Wolfgang Kindl     | 7.150      | 48.707     | 7.151      | 48.755     | 7.124      | 49.080     | 7.099      | 48.553     | 3:15.525    | +2.130  |
| 10                | 21  | AUT Manuel Pfister     | 7.184      | 48.677     | 7.194      | 48.835     | 7.159      | 49.064     | 7.122      | 48.693     | 3:15.269    | +2.184  |
| 11                | 20  | LAT Mārtiņš Rubenis    | 7.194      | 48.818     | 7.172      | 48.831     | 7.159      | 49.064     | 7.133      | 48.809     | 3:15.668    | +2.583  |
| 12                | 15  | RUS Viktor Kneib       | 7.170      | 48.899     | 7.139      | 48.862     | 7.097      | 49.224     | 7.085      | 48.747     | 3:15.272    | +2.647  |
| 13                | 1   | USA Chris Mazdzer      | 7.128      | 48.811     | 7.161      | 48.963     | 7.112      | 49.223     | 7.078      | 48.816     | 3:15.813    | +2.726  |
| 14                | 19  | CAN Jeff Christie      | 7.128      | 48.881     | 7.155      | 48.904     | 7.109      | 49.308     | 7.088      | 48.730     | 3:15.623    | +2.738  |
| 15                | 13  | USA Bengt Walden       | 7.164      | 49.002     | 7.137      | 48.865     | 7.118      | 49.323     | 7.125      | 48.794     | 3:15.984    | +2.899  |
| 16                | 22  | GBR Adam Rosen         | 7.191      | 48.896     | 7.214      | 49.005     | 7.229      | 49.259     | 7.133      | 48.856     | 3:16.016    | +2.931  |
| 17                | 11  | ITA David Mair         | 7.148      | 48.978     | 7.150      | 48.989     | 7.105      | 49.367     | 7.119      | 48.845     | 3:16.199    | +3.114  |
| 18                | 35  | LAT Inars Kivlenieks   | 7.148      | 48.960     | 7.150      | 49.065     | 7.113      | 49.259     | 7.062      | 48.920     | 3:18.204    | +3.114  |
| 19                | 18  | RUS Stepan Fedorov     | 7.233      | 49.214     | 7.138      | 48.859     | 7.091      | 49.123     | 7.098      | 49.021     | 3:16.217    | +3.312  |
| 20                | 24  | CAN Ian Cockerline     | 7.180      | 49.033     | 7.185      | 49.132     | 7.135      | 49.297     | 7.100      | 48.871     | 3:16.243    | +3.158  |
| 21                | 4   | ITA Reinhold Rainer    | 7.260      | 48.846     | 7.306      | 49.065     | 7.256      | 49.416     | 7.256      | 49.007     | 3:16.334    | +3.349  |
| 22                | 23  | FRA Thomas Girod       | 7.186      | 49.077     | 7.210      | 49.192     | 7.150      | 49.294     | 7.136      | 49.157     | 3:16.850    | +3.765  |
| 23                | 30  | POL Maciej Kurowski    | 7.349      | 49.427     | 7.182      | 49.200     | 7.173      | 49.361     | 7.162      | 49.039     | 3:17.027    | +3.942  |
| 24                | 14  | SVK Jozef Ninis        | 7.233      | 49.196     | 7.210      | 49.153     | 7.165      | 49.643     | 7.156      | 49.039     | 3:17.414    | +4.029  |
| 25                | 33  | CZE Ondřej Hyman       | 7.152      | 49.284     | 7.128      | 49.346     | 7.103      | 49.512     | 7.092      | 49.247     | 3:17.389    | +4.304  |
| 26                | 36  | LAT Guntis Rekis       | 7.222      | 49.275     | 7.195      | 49.625     | 7.146      | 49.476     | 7.171      | 49.071     | 3:17.447    | +4.362  |
| 27                | 29  | SLO Domen Pociecha     | 7.299      | 49.340     | 7.291      | 49.457     | 7.286      | 49.587     | 7.262      | 49.362     | 3:17.746    | +4.661  |
| 28                | 27  | CZE Jakub Hyman        | 7.226      | 49.379     | 7.235      | 49.726     | 7.202      | 49.465     | 7.186      | 49.231     | 3:17.801    | +4.716  |
| 29                | 37  | IND Shiva Keshavan     | 7.303      | 49.561     | 7.311      | 49.529     | 7.265      | 49.597     | 7.253      | 49.786     | 3:18.473    | +5.388  |
| 30                | 16  | JPN Takahisa Oguchi    | 7.366      | 49.542     | 7.287      | 49.780     | 7.269      | 49.818     | 7.254      | 49.903     | 3:19.043    | +5.958  |
| 31                | 34  | ROU Valentin Cretu     | 7.299      | 49.726     | 7.276      | 50.224     | 7.260      | 49.931     | 7.281      | 49.594     | 3:19.475    | +6.390  |
| 32                | 2   | SUI Stefan Höhener     | 7.143      | 48.728     | 7.172      | 53.838     | 7.142      | 49.559     | 7.092      | 48.713     | 3:20.838    | +7.753  |
| 33                | 32  | MDA Bogdan Macovei     | 7.373      | 50.425     | 7.362      | 50.175     | 7.299      | 49.931     | 7.386      | 50.331     | 3:21.354    | +8.269  |
| 34                | 31  | TPE Ma Chih-hung       | 7.442      | 50.318     | 7.410      | 50.460     | 7.474      | 51.090     | 7.451      | 50.494     | 3:22.362    | +9.277  |
| 34                | 25  | BUL Peter Iliev        | 7.338      | 50.348     | 7.272      | 50.701     | 7.250      | 50.921     | 7.351      | 50.428     | 3:22.398    | +9.313  |
| 36                | 26  | KOR Lee Yong           | 7.430      | 50.549     | 7.386      | 50.607     | 7.397      | 51.012     | 7.358      | 51.128     | 3:23.296    | +10.211 |
| 37                | 28  | BUL Ivan Papukchiev    | 7.527      | 50.932     | 7.428      | 50.909     | 7.343      | 51.105     | 7.323      | 50.386     | 3:23.332    | +10.247 |
| 38                | 39  | ARG Rubén González     | 7.567      | 52.540     | 7.549      | 52.155     | 7.601      | 52.298     | 7.501      | 51.312     | 3:28.305    | +15.220 |
| -                 | 38  | GEO Levan Gureshidze   |            |            |            |            |            |            |            |            | DNS         |         |

Legenda
| Recorde mundial      | Recorde mundial (World record)               |                       | Recorde africano                      | Recorde africano (African) |                                           | Q | Classificado por posição (Qualified) |
| Recorde olímpico     | Recorde olímpico (Olympic record)            | Recorde da América    | Recorde da América (Americas)         | q                          | Classificado por melhor tempo (Qualified) |   |                                      |
| Melhor marca do ano  | Melhor marca do ano (World leading)          | Recorde asiático      | Recorde asiático (Asian)              | DNS                        | Não largou (Did not start)                |   |                                      |
| Recorde nacional     | Recorde nacional (National record)           | Recorde europeu       | Recorde europeu (European)            | DNF                        | Não terminou (Did not finish)             |   |                                      |
| Recorde pessoal      | Recorde pessoal do atleta (Personal best)    | Recorde da Oceania    | Recorde da Oceania (Oceania)          | DSQ / DQ                   | Desclassificado (Disqualified)            |   |                                      |
| Recorde da temporada | Recorde da temporada do atleta (Season best) | Recorde sul-americano | Recorde sul-americano (South America) | NM                         | Sem marca (No mark)                       |   |                                      |